# Alegoría de la Patria Mexicana

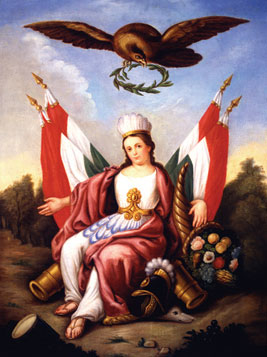
Alegoría de la Patria Mexicana

La alegoría de la Patria mexicana es uno de los símbolos nacionales menos conocidos en México, en parte debido a la presencia de otros símbolos nacionales como lo es la bandera, el escudo nacional, o incluso la Virgen de Guadalupe, considerada la patrona nacional de los mexicanos (de mayoría católica), quien por sí misma no es reconocida como una personificación nacional.

## Origen
La Alegoría de la Patria Mexicana tiene su origen a principios de la guerra de independencia mexicana cuando un grabado impreso en un Préstamo patriótico a principios de 1808 en favor del Rey N. S. D. Fernando Séptimo y sus vasallos españoles representa a la vieja España y a la Nueva España como dos figuras soberanas, como dos países distintos que están al mismo nivel; dos mujeres unidas en la defensa de la corona de Fernando VII. Así, desde antes de que Miguel Hidalgo iniciara la lucha por la independencia en 1810, la imagen de la Patria soberana parece ser ya una realidad tangible; ya se puede ver.
Cuando Agustín de Iturbide proclama la independencia del Imperio Mexicano en 1821 y anuncia que éste será el “Imperio más opulento de la tierra”, la imagen de la Patria liberada y las alegorías de la Patria opulenta, cuidando sus emblemas y riquezas, son utilizadas con fines de propaganda política por el Emperador y sus seguidores.
La Proclama que hace El Primer Jefe del Ejército Imperial de las tres garantías, á los españoles europeos habitantes de América —que se publica en 1821— reproduce un grabado titulado "La resurrección política de la América". Allí está representada la Patria mexicana, moribunda, recibiendo el auxilio de Iturbide que le tiende una mano mientras que con la otra ofrece la corona del Imperio Mexicano a un miembro de la casa de Borbón; el águila del Imperio Mexicano emprende el vuelo hacia un nuevo amanecer donde, entre los rayos del sol resplandeciente, está escrita la leyenda: “Todo Renace”. Al pie de la imagen se lee esta Octava:
Qual cadáver la América yacía Inmóvil y sin vida se notaba; Ni arco, ni flechas, ni carcax tenía Y una dura cadena la enlazaba. Su águila hermosa parece que dormía Y ninguna esperanza le quedaba: Mas Yturbide le extendió su mano, Y revivió el Imperio Mexicano.

## Años posteriores
En los años posteriores la imagen de la Alegoría patriótica mexicana es usada cuando se desata la lucha política entre republicanos y monarquistas en 1823, que termina con la disolución del Primer Imperio Mexicano y da paso a una época de inestabilidad en la que, incluso, se pierde más del 50% del territorio nacional a manos de los Estados Unidos, en la lucha entre federalistas y centralistas, entre la logia escocesa y la yorquina, la imagen de la Patria será utilizada por los bandos en pugna para reforzar la idea de que defienden el bien general de la nación (contra el otro bando).

## Variaciones
La alegoría de la Patria Mexicana puede presentarse como una mujer criolla (como en la imagen presentada más arriba), así como también ha sido presentada como una mujer mestiza (bastante más acorde al físico de la mayor parte de los mexicanos). La variación a continuación presentada, se creó en 1962 a petición del presidente en turno, Adolfo López Mateos por el pintor jalisciense Jorge González Camarena. La modelo para la creación de esta obra fue una mujer de origen mixteco que trabajaba como mesera en un restaurante que frecuentaban pintores e intelectuales de la talla de Diego Rivera.
- Datos: Q5664595